# Mgławica Stożek
Mgławica Stożek – ciemna mgławica oraz obszar H II przypominający kształtem trójkąt w konstelacji Jednorożca.
Została odkryta 26 grudnia 1785 przez Williama Herschela, wówczas przyjęto umowne oznaczenie H V.27. Odległość do mgławicy Stożek jest dobrze znana dzięki temu, że posiada ona wewnątrz gromadę gwiazdową i wynosi około 2700 lat świetlnych (800 parseków) od Ziemi. Jest najjaśniejszą częścią większej mgławicy emisyjnej, która otacza gromadę otwartą NGC 2264 składająca się z około 600 gwiazd, które tworzą układ zwany potocznie Choinką ze względu na jej trójkątny kształt.